# Mamie Gummer
Mary Willa (Mamie) Gummer (3 augustus 1983) is een Amerikaanse actrice en een dochter van actrice Meryl Streep en Don Gummer.

## Carrière
Na kleine rollen in films, televisieseries en in het theater te hebben gespeeld, brak Gummer definitief door als Emily Owens in de serie Emily Owens, M.D.. Het eerste seizoen werd in 2012 uitgezonden en ging in Nederland van start in 2013. Na het eerste seizoen werd de serie stopgezet.
In 2015 speelde ze de rol van Julie in de film Ricki and the Flash, als de dochter van Ricki (gespeeld door Meryl Streep). In de zomer van 2025 vertolkte ze de rol van Carrie Sinclair in de Prime Video-serie We Were Liars.

## Privé
Gummer trouwde in 2011 met acteur Benjamin Walker. In 2013 werd echter bekend dat ze gingen scheiden.

## Filmografie

### Film
- 1986: Heartburn, als Annie Forman
- 2003: Reservations, als gastvrouw
- 2006: The Hoax, als Dana
- 2006: The Devil Wears Prada, als Starbucks-medewerker (verwijderde scene)
- 2007: Evening, als Lila Wittenborn
- 2007: All Saints Day, als Lily
- 2008: Stop-Loss, als Jeanie
- 2008: The Loss of a Teardrop Diamond, als Julie Corleone
- 2009: Taking Woodstock, als Tisha
- 2009: The Lightkeepers, als Ruth
- 2010: Coach, als Stella
- 2010: Twelve Thirty, als Maura
- 2010: The Ward, als Emily
- 2013: The Lifeguard, als Mel
- 2013: Side Effects, als Kayla Millbank
- 2014: Cake, als Bonnie
- 2014: Echo Park, als Sophie
- 2015: The End of the Tour, als Julie
- 2015: Ricki and the Flash, als Julie Brummel
- 2018: An Actor Prepares, als Annabelle
- 2018: Out of Blue, als Jennifer Rockwell
- 2021: Separation, als Maggie Vahn

### Televisie
- 2008: John Adams, als Sally Smith Adams
- 2010-2015: The Good Wife, als Nancy Crozier
- 2011: Off the Map, als dokter Mina Minard
- 2011: A Gifted Man, als Gemma
- 2012: The Big C, als Maxine Cooper
- 2012-2013: Emily Owens, M.D., als Emily Owens
- 2014: Elementary, als Margaret Bray
- 2015: Manhattan, als Nora
- 2016: The Collection, als Helen Sabine
- 2018-2021: The Good Fight, als Nancy Crozier
- 2018: Robot Chicken, als Carly (stemrol)
- 2018: Castle Rock, als moeder van Matthew Deaver
- 2019: True Detective, als Lucy Purcell
- 2020-2025: Blood of Zeus, als Electra (stemrol)
- 2020: The Right Stuff, als Jerrie Cobb
- 2022: DMZ, als Rose
- 2025: We Were Liars, als Carrie Sinclair